# نقد رسیدگی قوه قضائیه جمهوری اسلامی ایران به موارد ترور و شکنجه
این مقاله به مواردی می‌پردازد که در آن‌ها نحوه رسیدگی قوه قضائیه ایران به پرونده‌های ترور و شکنجه مورد انتقاد قرار گرفته‌است.

## بمب‌گذاری در آرامگاه علی بن موسی‌الرضا
در روز عاشورا سال ۱۳۷۳، بمبی در حرم علی بن موسی الرضا در مشهد در ۳۰ خرداد ۱۳۷۳ (۲۰ ژوئن۱۹۹۴) مقارن روز عاشورا، ۲۶ نفر کشته و بیش از ۳۰۰ نفر زخمی شدند. حکومت ایران سازمان مجاهدین خلق را عامل این حادثه دانست و دو زن به همین اتهام توسط قوه قضاییه محاکمه و سپس با تخفیف در مجازات اعدام نگردیدند و از سرنوشت آن‌ها اطلاعی در دست نیست.
دو روایت از علت اصلی این انفجار وجود دارد که یکی می‌گوید عبدالشکور که یکی از دستیاران نزدیک رمزی یوسف از اعضای القاعده است به انجام این بمبگذاری اعتراف نموده‌است و روایت دیگر این انفجار را از اعمال توسط باند سعید امامی و نیروهای داخلی می‌شمارد.

## شکنجه مسئولان شهرداری تهران
در سال ۱۳۷۶ و در مقدمات محاکمه غلامحسین کرباسچی، دستگیری گسترده شهرداران تهران و نهایتاً خود غلامحسین کرباسچی انجام شد. دستگیری و بازجویی از این افراد توسط حفاظت اطلاعات نیروی انتظامی به فرماندهی محمدرضا نقدی انجام می‌گرفت و همچنین او دستور کارگزاری شنود در دفتر وزیران، معاونان و برخی دیگر مقام‌ها را صادر می‌نمود. چندی بعد نقدی در دادگاه نظامی به اتهام شکنجه متهمان این پرونده به ۸ ماه حبس قطعی محکوم شد ولی هیچگاه خبری از زندانی شدن وی در رسانه‌ها منتشر نشد.

## قتل‌های زنجیره‌ای
در سال ۱۳۷۷ گروهی از مأموران وزارت اطلاعات به جرم ترور و قتل فعالان سیاسی و فرهنگی دستگیر شدند. در محاکمه این افراد به جرم چهار فقره قتل، چهار نفر به قصاص محکوم شدند. دو نفر از مدیران میانی وزارت اطلاعات هر دو به جرم آمریت و صدور دستور در راستای اجرای دو فقره قتل داریوش فروهر و همسرش به دو فقره حبس ابد محکوم شدند. خسرو براتی به جرم معاونت در قتل به ده سال زندان و سایر متهمان شامل به دو و نیم تا چهار سال زندان محکوم گردیدند. محکومان به قصاص نیز بعداً به دلیل رضایت اولیای دم تبرئه شدند.
یکی از انتقاداتی که بر این محاکمه می‌شود آن است که دستگاه قضایی حاضر نشد به غیر از چهار قتل آخر، به سایر قتل‌ها و توطئه‌هایی که توسط این افراد انجام شده بود رسیدگی کند. از جمله سر به نیست کردن پیروز دوانیپیروز دوانی، ماجرای اتوبوس ارمنستان و… انتقاد دیگر آن است که در این دادگاه تنها مأموران مورد محاکمه قرار گرفتند در حالی که آمران محاکمه نشدند. دستگاه قضایی همچنین وکیل مقتولان را محاکمه و زندانی کرد.

## حمله ۱۸ تیر ۱۳۷۸ به کوی دانشگاه تهران
در شب هجدهم ۱۳۷۸ نیروهای موسوم به لباس شخصی‌ها به کوی دانشگاه تهران حمله کردند. در این حمله طبق گزارش‌های مختلف ۲ الی ۷ نفر از دانشجویان کشته شدند. چشم یک دانشجوی پزشکی تخلیه شد؛ و تعداد زیادی دانشجو زخمی شدند.
دو سال پس از این رویداد قوه قضاییه دادگاهی تشکیل داد و همه نیروهای پلیس و شبه نظامیان وابسته را تبرئه کرده و فقط یک سرباز به نام اروج‌علی ببرزاده بخاطر دزدیدن یک دستگاه ریش‌تراش محکوم شد. ۱۵۹ نماینده مجلس ششم این اقدام دستگاه قضایی را محکوم کردند. در نماز جمعه از سوی دیگر در ۹ بهمن ۱۳۸۸ احمد جنتی، صادق لاریجانی رئیس قوه قضائیه مخاطب قرار داد و گفت: «در ۱۸ تیر ضعف نشان دادید؛ چند نفر در آن زمان اعدام شدند؟ اگر حالا هم ضعف نشان دهید آینده بدتری در انتظار شماست.»

## ترور حجاریان
سعید حجاریان اسفند ۱۳۷۸ ترور شد. او از ترور جان به در برد اما معلول شد. ضارب او، سعید عسگر، پس از این ترور محاکمه شد و به ۱۵ سال زندان محکوم شد. سعید عسگر پس از گذشت یک سال از زندان آزاد شد و در خرداد ۱۳۸۲ رهبری حدود ۲۵۰ نفر لباس شخصی را در حمله به خوابگاه شهید همت (طرشت) دانشگاه علامه طباطبایی عهده‌دار بود.

## زهرا کاظمی
زهرا (زیبا) کاظمی (۱۹۴۸ - ۱۱ ژوئیه ۲۰۰۳) خبرنگار کانادایی - ایرانی تبار بود که در مسافرتی حرفه‌ای به قصد تهیه گزارش در ایران، هنگام ناآرامی‌ها و اعتراضات دانشجویی، به جرم عکس‌برداری حین تجمع برخی از خانواده‌های زندانیان در مقابل زندان اوین، بازداشت و در زندان کشته شد. (به گفته منابع دولتی ایران وی در زندان درگذشته‌است)
بازداشت وی تحت نظارت سعید مرتضوی دادستان تهران که در موارد متعددی در نقض حقوق بشر نقش داشته‌است انجام گرفت.
پرونده وی پس از گذشت سال‌ها در دستگاه قضایی جمهوری اسلامی به سرانجامی نرسید و تنها متهم پرونده نیز که یکی از کارمندان رده پایین وزارت اطلاعات بود، تبرئه شد.

## قتل‌های محفلی کرمان
در سال ۱۳۸۱ در کرمان ۶ تن از اعضای بسیج یکی از مساجد کرمان با شنیدن سخنرانی محمدتقی مصباح یزدی به این نتیجه رسیده بودند که خودشان می‌توانند خاطیان را مجازات کنند و با این تفسیر ۵ نفر را به قتل رساندند. حکم قصاص این افراد بارها تأیید و نقض شد و سرانجام با رضایت اولیای دم، پرونده مختومه گردید.

## قتل ندا آقاسلطان
در جریان پیامدهای اعلام نتایج انتخابات ریاست جمهوری ایران (۱۳۸۸) روز ۳۰ خرداد ۱۳۸۸، ندا آقاسلطان به ضرب گلوله به قتل رسید. آرش حجازی، پزشکی که در صحنه قتل حضور داشت بعداً ادعا کرد که شخصی به نام عباس کارگرجاوید عامل این قتل بوده‌است. در همین زمان فرمانده نیروی انتظامی از تحت تعقیب بودن آرش حجازی خبر داد. کارگر جاوید هرگز محاکمه نشد و تنها در یک برنامه تلویزیونی ادعا کرد که قاتل نیست. خواهر مقتول نیز از عباس کارگر به خاطر این که «ندا را به عرش اعلی رسانده‌است» تشکر کرد.

## شکنجه و کشتار متهمان در بازداشتگاه کهریزک
در جریان پیامدهای اعلام نتایج انتخابات ریاست جمهوری ایران (۱۳۸۸) گروهی از دستگیرشدگان به بازداشتگاه کهریزک منتقل شدند و شدیداً مورد شکنجه قرار گرفتند به گونه‌ای که پنج نفر از آن‌ها جان باختند و پزشک بازداشتگاه نیز اندکی بعد به طرز مشکوکی درگذشت.
یکسال بعد دادگاهی برای پرونده این بازداشتگاه در سازمان قضایی نیروهای مسلح ایران و با جلساتی غیر علنی تشکیل شد. ۱۲ نفر از رده‌های مختلف نظامی نظیر سرتیپ و سرهنگ از متهمان در این دادگاه بودند. و یکسال بعد از آن، حکم دادگاه مبنی بر قصاص دو متهم، حبس، پرداخت دیه و جزای نقدی، انفصال موقت از خدمت و تحمل شلاق برای ۹ تن دیگر از متهمان صادر شد.
محکومان قصاص با رضایت اولیای دم نجات یافتند. مادر یکی از کشته‌شدگان خواستار محاکمه آمران این حادثه شد. چند تن از قضات بلند مرتبه نیز در این رابطه تعلیق شدند ولیکن هرگز محاکمه نگردیدند. سه سال و نیم بعد از ماجرا، سخنگوی قوه قضاییه گفت که محاکمه این افراد با مشکل حقوقی مواجه شده‌است و وعده داد که به زودی محاکمه شوند.

## ترور مسعود علی‌محمدی
مسعود علی‌محمدی استاد فیزیک دانشگاه تهران در بامداد ۲۲ دی ماه ۱۳۸۸ به هنگام بیرون آمدن از منزلش بر اثر انفجار یک بمب کنترل از راه دور ترور شد. هم‌زمان با انتشار خبر ترور این استاد دانشگاه، برخی رسانه‌های حکومتی ایران او را «دانشمند هسته‌ای» معرفی کردند اما سازمان انرژی اتمی ایران با انتشار بیانیه‌ای هر نوع رابطهٔ استخدامی علی‌محمدی با آن مجموعه را تکذیب کرد. و استادان دانشکده فیزیک دانشگاه تهران در بیانیه خود اعلام کردند «دکتر مسعود علیمحمدی استاد دانشکده فیزیک دانشگاه تهران در رشتهٔ فیزیک نظری بوده‌اند. ایشان تحقیقات برجسته‌ای در زمینهٔ کیهان‌شناسی نظری دارند و انتساب ایشان به فعالیت‌های غیر مرتبط با رشته تخصصی ایشان مورد تأیید نیست.» و احمد شیرزاد استاد فیزیک که دوست صمیمی وی بود نیز نوشت فعالیت‌های علمی وی بی‌ارتباط به فناوری هسته‌ای بوده‌است.
در سال ۱۳۸۹ فردی به نام مجید جمالی فشی به جرم قتل او دستگیر و توسط قوه قضاییه محاکمه و اعدام گردید. اتهام این فرد توسط بسیاری مور شبهه قرار گرفته‌است. از جمله گفته می‌شود که چه‌طور جمالی فشی آن‌گونه که در اعترافاتش گفته، سه بار به تل‌آویو سفر کرده ولی مورد سوء ظن حکومت قرار نگرفته بود. همچنین ادعای استفاده وی از وسایلی مانند «کمربند حافظه‌دار برای ارسال اطلاعات»، «لپ‌تاپ ویندوز قرمز»، «لباس ضد باروت»، «موبایل با قابلیت فیلمبرداری مادون قرمز»، «هوندا ۱۲۵ با قابلیت ارتباط دیجیتالی با تل آویو» بیشتر شبیه سناریو فیلم‌های هالیوودی است. ماجرای فشی درست پس از ترور مجید شهریاری شروع شد. همسر علی‌محمدی که در مصاحبه‌ای انتقاد کرده بود که هیچ‌کسی پیگیر پرونده ایشان نیست و در مصاحبه جدید گفت «آن زمان هیچی به ما گفته نشد. بعد از ترور دکتر شهریاری استاد دانشگاهی که ترور شد مسولان آمدند سراغ ما و گزارش دادند» پس از اعدام مجید جمالی فشی در برنامه خبر ۲۰:۳۰ تلویزیون جمهوری اسلامی تصویر یک پاسپورت اسرائیلی با عکس مجید جمالی فشی نشان داده و پاسپورت اسراییلی فشی نامیده شد در حالی که پاسپورت نشان داده شده در صداوسیما با استفاده از تصویر پاسپورتی که در سایت ویکی‌پدیا به راحتی قابل دسترس است جعل شده‌است و فتوشاپ کاران حتی به خود زحمت جابجایی جای مهرها را هم نداده‌اند.

## مرگ ستار بهشتی در بازداشتگاه
در آبان ۱۳۹۱، ستار بهشتی وبلاگ‌نویس توسط پلیس ایران دستگیر شد و پس از چند روز در بازداشتگاه درگذشت. در این رابطه احمد توکلی نماینده مردم تهران در مجلس ضمن انتقاد از سکوت دستگاه قضایی نسبت به موضوع مرگ او گفت: دولت‌های خارجی در این باره غوغا به پا کردند چرا وزارت خارجه و دستگاه قضایی در این خصوص توضیح نمی‌دهند، مرگی اتفاق افتاده و باید توضیح داده شود.